# Kung Fu Fighting
Kung Fu Fighting ist ein 1974 von Carl Douglas geschriebener Pop- und Discosong, der von Appaiah Biddu produziert wurde und Bestandteil des Albums Kung Fu Fighter ist.

## Geschichte
Ursprünglich war Kung Fu Fighting als B-Seite der Single I Want to Give You My Everything geplant, doch auf Wunsch der Plattenfirma wurde es als A-Seite verwendet.
Das Lied war ein internationaler Erfolg und ein Nummer-eins-Hit in vielen Ländern. Es erreichte Platz eins der deutschen, österreichischen, englischen und amerikanischen Single-Charts sowie Platz zwei in der Schweiz und Platz drei der Billboard Disco Singles. Es wurden weltweit mehr als elf Millionen Singles verkauft. In der deutschen Fassung der weltweit erfolgreichen Fernsehserie Kung Fu (1972–75) wird das Lied als Titelmusik und im Abspann gespielt. Zum 30- und 40-jährigen Jubiläum des Liedes erschien 2004 und 2014 beim Hamburger Label Echo Beach jeweils ein Album mit 16 Remixen des Stückes.

## Kommerzieller Erfolg

### Chartplatzierungen
| ChartsChartplatzierungen       | Höchstplatzierung | Wochen/ Monate |
| ------------------------------ | ----------------- | -------------- |
| Deutschland (GfK)              | 1 (27 Wo.)        | 27 Wo.         |
| Österreich (Ö3)                | 1 (7 Mt.)         | 7 Mt.          |
| Schweiz (IFPI)                 | 2 (13 Wo.)        | 13 Wo.         |
| Vereinigte Staaten (Billboard) | 1 (18 Wo.)        | 18 Wo.         |
| Vereinigtes Königreich (OCC)   | 1 (13 Wo.)        | 13 Wo.         |

| ChartsJahrescharts (1975)      | Platzierung |
| ------------------------------ | ----------- |
| Deutschland (GfK)              | 24          |
| Österreich (Ö3)                | 5           |
| Vereinigte Staaten (Billboard) | 14          |

### Auszeichnungen für Musikverkäufe
| Land/Region                  | Auszeichnungen für Musikverkäufe (Land/Region, Auszeichnung, Verkäufe) | Verkäufe  |
| ---------------------------- | ---------------------------------------------------------------------- | --------- |
| Neuseeland (RMNZ)            | Platin                                                                 | 30.000    |
| Vereinigte Staaten (RIAA)    | Gold                                                                   | 1.000.000 |
| Vereinigtes Königreich (BPI) | Gold                                                                   | 500.000   |
| Insgesamt                    | 2× Gold · 1× Platin ·                                                  | 1.530.000 |

## Coverversionen
- 1974: Kandy (deutsche Version: Die Kung Fu-Leute)[20]
- 1975: Frederik (finnische Version: Kung Fu Taistelee)
- 1978: Biddu Orchestra
- 1990: Robyn Hitchcock
- 1994: Stars on 45 (in Star Wars and Other Hits)
- 1995: Brett feat. Carl Douglas
- 1996: Perplexer
- 1996: Tom Jones feat. Ruby (auf dem Soundtrack zu Supercop)
- 1997: Lloyd Parks
- 1997: Jive Bunny & the Mastermixers (im Medley Pop Back in Time to the 70's)
- 1998: Bus Stop feat. Carl Douglas
- 1998: Eläkeläiset (finnische Version: Peljätty humppa)
- 1999: Zul (auf dem Soundtrack zu That's the Way I Like It)
- 2000: DJ Fromage Grande / Rude Dude Henry
- 2000: Sheeba
- 2001: Red Aim
- 2002: Mardi Gras.bb
- 2002: Peace Brothers
- 2004: Purple Sex Heads
- 2006: Fatboy Slim
- 2006: Jean S. (finnische Version: Kung Fu Taistelee)
- 2008: CeeLo Green (auf dem Soundtrack zu Kung Fu Panda)
- 2016: The Vamps (auf dem Soundtrack zu Kung Fu Panda 3)[21]